# الناشرون والطابعون الأمريكيون الأوائل
لعب الناشرون والطابعون الأمريكيون الأوائل دوراً مهماً في التطورات الاجتماعية، والدينية، والسياسية، في أمريكا الاستعمارية، قبل وفي أثناء وبعد الثورة الأمريكية. ظهرت الطباعة والنشر في القرنين السابع عشر والثامن عشر بين المستعمرات الثلاث عشرة لأمريكا الشمالية البريطانية من الحماس الديني والحاجة إلى الأناجيل وغيرها من المؤلفات الدينية، وبحلول منتصف القرن الثامن عشر، اتخذت أبعادًا جديدة مع ظهور الصحف، كانت صريحة بشكل كبير في إبداء الرأي بشأن الحكومة الاستعمارية البريطانية التي تعد غير عادلة على نطاق واسع بين المستعمرين.
في السنوات الأولى من الاستيطان الاستعماري، كانت الاتصالات بين المستعمرات المختلفة، والتي كانت تفصل بينها مئات الأميال، تتألف غالبًا من إرسالات مكتوبة بخط اليد، تُكتب واحدة تلو الأخرى، ثم تنقلها شركات النقل الخاصة. قبل عام (1700) لم تكن هناك صحف في المستعمرات، لذا كانت الأخبار الرسمية تصل ببطء، خصوصاً للذين يعيشون بعيداً عن مقر الحكومة الاستعمارية. لم يكن القانون الاستعماري والأخبار العامة متاحة بشكل مطبوع للمستعمر العادي لذلك فإن معرفة المستعمرين للقانون الاستعماري والأخبار كانت تنقل عادةً عن طريق الكلام الشفهي من المسؤولين المستعمرين أو عن طريق البريد البسيط في ساحة المدينة. يملك العديد من المستعمرين أنجيلاً، ويُجلب عادة من إنجلترا، لكنه بشكل عام في حالة نقص، في حين أن المؤلفات الدينية عموماً تُفتقر في المستعمرات.
واصل التاج البريطاني النائب في البرلمان فرض ضرائب إضافية، مثل قانون الطوابع لعام (1765)، وبدأت مختلف الصحف والمنشورات الاستعمارية تنتقد السياسية الإمبراطورية علناً مع تقارير لاذعة عن مثل هذه الشؤون. نُشر هذا من قبل المطابع البارزة مثل بنجامين، وويليام جودارد، وويليام برادفورد، وغيرها من المطابع، التي شاركت سياسياً في الجدل مع التاج البريطاني حول الضرائب وحرية الصحافة وغيرها من الحقوق. تنتمي الطابعات مثل جودارد وبرادفورد إلى أبناء الحرية، استخدموا مطابعهم كوسيلة لتعزيز المعارضة الاستعمارية لقانون الطوابع والتشريعات الملكية الأخرى التي اعتبروها غير عادلة لهم باعتبارهم إنجليزاً استعماريين يفتقرون إلى التمثيل في البرلمان. وغالباً ما جلب النقد الصريح من الصحافة اتهامات بطباعة مواد تشهيرية وتحريضية.
لا تزال الروايات التاريخية الوفيرة عن الفترة الاستعمارية تجلب القليل من التحقيقات حول كيفية تأثير الطابعات على النمو الديني، والاجتماعي، والسياسي في المستعمرات. تقتصر معظم المنح الدراسية على الطابعات والنشر في المستعمرات إما على سرد أفراد مثل أشعيا توماس في سياق كل مستعمرة، أو تفسح المجال فقط لميكانيكا المطابع والطباعة، كما يفعل دكتور لورانس راوث في (The Colonial Printer). وفقاً للمؤرخ الاستعماري لورانس رون، الموضوع العام لبداية الطباعة والنشر الأمريكية المبكرة هو محور هذه المقالة؛ كيف أثرت على القضايا السياسية والاجتماعية في المستعمرات وكيف أدت في النهاية إلى ثورة.

## قانون الطابع لعام 1765
مع إقرار قانون الطابع، الذي فرض ضريبة على الورق المستخدم في الصحف، والإعلانات، والأفعال، والوصايا، والمطالبات، والاتفاقيات، والعقود وغيرها من الوثائق القانونية، بدأ أصحاب الطابعات الذين أجبروا على الطباعة على الورق المختوم، بنشر منشورات جدلية تتحدى أخلاقيات قانون الطابع وهو جهد غالباً ما أدى إلى اتهامهم بالتحريض على الفتنة والتشهير. شعر أصحاب طابعات الصحف والناشرون بأن الضريبة الجديدة ستزيد بشكل كبير من تكاليف صحفهم والمنشورات الأخرى ومن المحتمل أن يتسبب ذلك في إلغاء الكثير من القراء للاشتراكات. احتج العديد من محرري الصحف على قانون الطابع من خلال طباعة طبعات مع حقول سوداء على طول الحواف، وغالباً ما تضمنت مقالات سخرت بشدة من قانون الطابع. جعل إصدار القانون أيضًا العديد من المطابع تعلق منشوراتها بدلاً من أن تدفع ما كانت تشعر بأنه ضريبة غير عادلة وفرص سبل عيشهم، وبالتالي توحدوا في معارضتهم لتشريع هذا القانون. كانت الصحف هي الوسيلة التي فرضت أكبر ضغط اجتماعي وسياسي على قانون الطابع وكان لها دور فعال في إلغائه بعد أقل من عام.